# 中国中医科学院望京医院
中国中医科学院望京医院 (英語：Wang Jing Hospital Of Cacms)，创立于1997年1月，是一所集医疗、科研、教学、预防、保健、康复为一体的大型三级甲等中医医院，位于中华人民共和国北京市朝陽區望京中环南路6号，总建筑面积67705平方米，固定资产4.47亿元，编制床位1100张，员工1307人，是中国中医科学院直属附属医院。

## 历史沿革
1985年11月，中国中医研究院骨伤科研究所买下北京市阀门总厂的仓库及用地480平方米，在该地块建成门诊部、急诊室和药房。
1996年，中国中医研究院党委《关于理顺中国中医研究院和北京针灸骨伤学院领导管理体制的基本方案》获国家中医药管理局党组批复，该方案决定将中国中医研究院骨伤科研究所搬迁到北京针灸骨伤学院附属医院内，与北京针灸骨伤学院骨伤系及其附属医院合并为中国中医研究院望京医院，同时北京针灸骨伤学院针灸系搬迁到中国中医研究院东直门大院内，并入中国中医研究院针灸研究所。1997年1月，望京医院正式挂牌，2006年因上级机构更名，中国中医研究院望京医院更名为中国中医科学院望京医院。